# Camasca (ort)
Camasca är en ort i Honduras.   Den ligger i departementet Departamento de Intibucá, i den sydvästra delen av landet, 130 km väster om huvudstaden Tegucigalpa. Camasca ligger 800 meter över havet och antalet invånare är 1 150.
Terrängen runt Camasca är huvudsakligen kuperad. Camasca ligger uppe på en höjd. Runt Camasca är det ganska tätbefolkat, med 120 invånare per kvadratkilometer. Närmaste större samhälle är Colomoncagua, 12,1 km sydost om Camasca.  